# Isola Martana
Die Isola Martana ist die südlichere und kleinere der zwei Inseln im Bolsenasee, die andere ist die Isola Bisentina. Sie liegt in der Provinz Viterbo in der italienischen Region Lazio. Die Insel ist 510 Meter lang und bis zu 280 Meter breit und hat eine Fläche von 10 Hektar. Sie erreicht eine Höhe von 375 Meter über dem Meer und ragt 73 Meter über die Wasseroberfläche des Bolsenasees. Sie ist unbewohnt und gehört zur Gemeinde Marta, nach der sie benannt ist.

## Geographie und Geologie
Die Insel am Südwestufer des Sees ist etwa zwei Kilometer vom Orte Marta entfernt. Die steilen Wände auf der Nordseite bestehen aus geschichtetem vulkanischem Gestein. Im Süden fallen die Klippen ab und auf der kleinen Ebene, die landwirtschaftlich bewirtschaftet ist, befindet sich eine eisenhaltige Mineralquelle. Auf der Insel leben zahlreiche Kaninchen und Möwen.
Die halbmondförmige Felseninsel ist das Relikt eines Vulkanausbruchs vor 132.000 Jahren, der einen Krater schuf, der heute mit dem Wasser des Bolsenasees gefüllt ist.

## Geschichte
Die lange Geschichte der Insel zeigt sich durch etruskische und römische Funde in ihrer Ufernähe. Die in der römisch-katholischen Kirche als Märtyrerin verehrte Christina, die im späten 3. Jahrhundert n. Chr. gelebt haben soll, wurde nach der Legende vor ihrer Hinrichtung auf dieser Insel festgehalten. Ebenso wurde die ostgotische Königin Amalasuntha, die Tochter Theoderichs des Großen, von ihrem Cousin und Mitregenten Theodahad hier in dessen Villa gefangengehalten und schließlich am 30. April 535 im zugehörigen Badegebäude ermordet, wobei im Hintergrund die Gattin des Kaisers Iustinianus I., Theodora, angeblich eine dubiose Rolle spielte. Am Nordostufer erinnert eine 1994 aufgestellte Gedenktafel an den 1500. Jahrestag ihrer Geburt. Wegen dieser beiden Frauen wird Martana auch die isola delle due donne (Insel der zwei Frauen) genannt.
Im 9. Jahrhundert befanden sich die beiden Kirchen S. Stefano und S. Valentino sowie eine Burg auf der Insel. Urkundlich sind die Isola Martana und das Kloster St. Stephan im Jahr 852 n. Chr. in einer Bulle von Papst Leo IV. genannt. Die Insel hatte zur damaligen Zeit strategische Bedeutung für die regionalen adeligen Machthaber und wechselte mehrfach den Besitzer. Das Kloster nutzten bis ins 17. Jahrhundert unterschiedliche Orden wie die Benediktiner, Augustiner und Vinzentinerinnen. 1328 lebten auf der Insel Martana etwa 500 Einwohner. Zeitweilig war sie sogar eine selbständige Kommune, deren Siegel die heiligen Stephanus und Marta zeigte. Im Jahre 1462 besuchte Papst Pius II. die Insel. Nach der Besitzübernahme durch die Familie Farnese siedelten die Bewohner allmählich nach Marta über, und im Jahre 1690 lebte hier kein Mensch mehr. 
In den frühen 1900er Jahren wurde ein großes Herrenhaus im italienischen Liberty-Stil erbaut, das privat genutzt wird. In den 1950er und 1960er Jahren wurden auf der Insel Schweine, Kaninchen, Hühner und Fasane gezüchtet und Gemüse angebaut. Diese Produkte wurden regional verkauft. Ein unterirdischer Gang verbindet die beiden Inselspitzen miteinander.
Heute sind von den historischen Bauwerken lediglich noch Relikte vorhanden. Mitte des 20. Jahrhunderts kam die Insel in Privatbesitz und kann derzeit nicht besichtigt werden.